# Zlatan Ibrahimović
Zlatan Ibrahimović (Malmö, 3. listopada 1981.) švedski je umirovljeni nogometaš koji je igrao na mjestu napadača. 

## Životopis
Zlatan Ibrahimović rođen je u Švedskoj i sin je Bošnjaka Šefika Ibrahimovića, podrijetlom iz područja Bijeljine, te Hrvatice Jurke Gravić iz naselja Prkos u općini Škabrnja. Otac Šefik emigrirao je u Švedsku 1977. godine gdje je sreo Jurku, koja je isto emigrirala u Švedsku. 
Ibrahimović je odrastao u Rosengårdu, predgrađu Malmöa poznatom kao useljeničkom getou, zajedno s tri sestre i dva brata. 

## Klupska karijera

### Početci
Počeo je igrati nogomet u dobi od šest godina, igrajući naizmjenično za juniorske klubove
Malmö BI i FBK Balkan. Potvrdio je u jednom intervjuu kako je, kada je njegov klub FBK Balkan gubio s 4:0 na poluvremenu, ušao kao zamjena i postigao 8 pogodaka. Kao mladi tinejdžer postao je stalni igrač za svoju gradsku momčad Malmö FF. U dobi od 15 godina, Ibrahimović je želio okončati nogometnu karijeru kako bi radio na dokovima Malmöa, ali ga je njegov trener nagovorio neka nastavi igrati. Ibrahimović je uspješno završio osnovnu školu. Bio je primljen u srednju školu Malmö Borgarskola, i iako je imao prosječne ocjene, uskoro ju je napustio kako bi se posvetio svojoj nogometnoj karijeri.

### Profesionalni klubovi
Profesionalnu karijeru započeo je u švedskom klubu Malmöu. Slavu je stekao u amsterdamskom Ajaxu za koji je potpisao ugovor 2001. godine i igrao u njemu do 2004. godine. 
Nakon Ajaxa igrao je u talijanskoj Serie A za Juventusa iz Torina te potom za talijanskog prvaka Intera u koji je došao 2006. godine. Potom je igrao u španjolskoj ligi za Barcelonu te je nakon toga prešao 2011. godine u AC Milan.
U svoj prijašnji klub Paris St. Germain došao je 2012. godine nakon transfera iz Milana. U susretu posljednjeg, 38. kola francuskog nogometnog prvenstva Paris Saint-Germain FC je na Parku Prinčeva u svibnju 2016. pobijedio FC Nantesa 4-0 uz dva gola Ibrahimovića koji se oprostio od dresa pariškog kluba. Ibro je svojoj zadnjoj sezoni u Parizu zabio 38 golova, a ukupno 154 otkako je stigao u PSG 2012. iz Milana za 20 milijuna eura. Ukupno je odigrao 179 utakmica osvojivši osam trofeja pri čemu četiri uzastopna naslova francuskog prvaka.
Poslije ispadanja švedske reprezentacije s Europskog prvenstva u Francuskoj, Ibrahimović je objavio kako je potpisao za engleski Manchester United. Nakon što mu je u lipnju završio ugovor s francuskim prvakom Paris St Germainom, Ibrahimović je skrivao ime kluba u kojem će nastaviti karijeru. Mediji su nagađali kako će preseliti na Old Trafford, premda se spominjao i prelazak u Kinu i SAD.
Nakon jedne sezone je Ibrahimović napustio Crvene vragove u srpnju 2017. godine. Postojala je opcija da Manchester United aktivira još jednu dodatnu godinu ugovora, to se nije dogodilo zbog teške ozljede koljena koja je pogodila Šveđanina u završnici sezone. U 46 nastupa je Ibra zabio 28 golova.
U kolovozu 2017. je Ibrahimović potpisao novi jednogodišnji ugovor s Manchester Unitedom. Za razliku od prošle sezone kada je bivši rerezentativac nosio broj devet, ovoga puta će mu na leđima biti desetka. 2018. potpisuje za Američki LA Galaxy. U debiu je zabio s 40 metara gol škaricama.

### Kraj
Ibrahimović se 2020. vratio u AC Milan, u kojem je završio karijeru dana 4. lipnja 2023. nakon utakmice AC Milan – Hellas Verona.

## Reprezentativna karijera
Bio je standardni švedski nogometni reprezentativac. Švedski nogometni izbornik objavio je u svibnju 2016. popis reprezentativaca za nastup na Europskom prvenstvu u Francuskoj, na kojem je se nalazio Ibrahimović. Švedska se u posljednjoj utakmici u skupini E porazom od Belgije oprostila od Europskog prvenstva u Francuskoj, a bila je to ujedno i posljednja utakmica Ibrahimovića u dresu reprezentacije. Na Euru u Francuskoj se nije upisao među strijelce.

## Rekordi
Jedan je od dvojice igrača koji je postigao gol u svakoj minuti utakmice. Drugi je Cristiano Ronaldo.